# Cúpula entre Estados Unidos e Coreia do Norte em 2019 na ZDC
A Cúpula Coreana da ZDC de 2019 foi realizada na Zona Desmilitarizada Coreana, no dia 30 de junho de 2019 entre Kim Jong-un e Donald Trump, após a cúpula do G20 de 2019 em Osaka. Trump passou por cima da ZDC para cumprimentar Kim, marcando a primeira vez que um presidente norte-americano pôs os pés em solo norte-coreano.